# 特里比恩鎮區 (格里利縣)
特里比恩鎮區（英語：Tribune Township）為位在美國堪薩斯州格里利縣的鎮區。2010年美国人口普查中該鎮區人口有1,247人。

## 地理
特里比恩鎮區涵蓋面積585.66平方（226.12平方英里），境內擁有兩座城鎮：特里比恩（縣治）和霍勒斯。

### 墓園
根據美國地質調查局的資料，此鎮區僅有1座墓園：
- 貝瑟尼墓園（Bethany Cemetery）

### 溪流
通過此鎮區的溪流有：
- 中拉德溪（Middle Ladder Creek）
- 南拉德溪（South Ladder Creek）

## 人口統計
根據2010年美國人口普查，特里比恩鎮區人口有1,247人，人口密度為2.1人/平方公里。種族方面，91.66%為白人；0.48%為非裔美洲人；0.56%為美洲原住民；0.32%為亞洲人；0%為太平洋島民；5.53%為其他種族；另外有1.44%為兩個或以上的種族。而西班牙裔美國人或拉丁美洲人佔該鎮區人口的13.71%。

## 外部連結
- US-Counties.com
- City-Data.com （页面存档备份，存于）